# Trachymene scabriuscula
Trachymene scabriuscula är en flockblommig växtart som beskrevs av Aleksandr Andrejevitj Bunge. Trachymene scabriuscula ingår i släktet Trachymene och familjen flockblommiga växter. Inga underarter finns listade i Catalogue of Life.